# Clavier-Übung

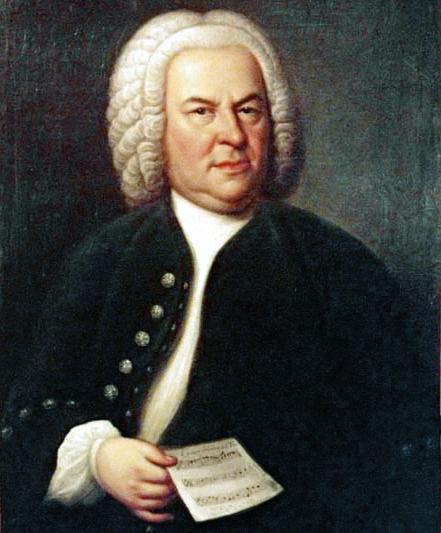
Johann Sebastian Bach.

La Clavier-Übung /klaˈviːɐ̯ˌʔyːbʊŋ/ (tedesco, Esercizio per la tastiera) è il titolo di una raccolta di composizioni per strumento a tastiera (clavicembalo, clavicordo, organo) di Johann Sebastian Bach, pubblicata in quattro parti fra il 1731 e il 1741.

## Struttura

### Prima parte
La prima parte della Clavier-Übung, data alle stampe nel 1731, è costituita dalle sei partite per clavicembalo BWV 825-830. Le partite, in realtà, non erano lavori inediti, in quanto erano già state pubblicate separatamente fra il 1726 e il 1730.

### Seconda parte
La seconda parte, pubblicata nel 1735, comprende l'Ouverture francese BWV 831 e il Concerto italiano BWV 971. Questa seconda raccolta può essere considerata un saggio dei due stili nazionali e delle due forme musicali maggiormente diffuse nell'Europa del tempo.

### Terza parte
La terza parte della Clavier-Übung, pubblicata nel 1739, è dedicata prevalentemente all'organo ed è costituita dal preludio e fuga BWV 552 (che apre e chiude la raccolta, con gli altri pezzi collocati fra il preludio e la fuga), da nove elaborazioni del Kyrie (3+3) BWV 669-674 e del Gloria (3) BWV 675-677 costituenti la "Missa brevis" luterana, da dodici (sei coppie) preludi corali sui temi del catechismo BWV 678-689 e da quattro duetti BWV 802-805, per un totale di 27 (3x3x3) pezzi. Le 21 elaborazioni su corale (Missa brevis + catechismo) sono doppie: una versione "grande" per strumento a 2 manuali e pedaliera e una versione "piccola" (tranne per il Gloria per cui ce ne sono due) per strumento ad un solo manuale, pertanto suonabile anche al cembalo o al clavicordo.

### Quarta parte
La quarta e ultima parte, pubblicata nel 1741, è costituita dalle Variazioni Goldberg, un'aria per clavicembalo seguita da trenta variazioni.